# Patricia Linares
Patricia Linares Prieto (Bogotá, Colombia, 1957) es una abogada, filósofa y jurista colombiana. 
Fue la primera presidenta de la Jurisdicción Especial para la Paz desde el 4 de noviembre de 2017 hasta el 4 de noviembre de 2020. Desde el 15 de enero del 2018 hasta la actualidad, se desempeña como magistrada de la Sección de Apelación del Tribunal para la Paz.

## Trayectoria
Patricia Linares estudió derecho en la Universidad de Santo Tomás, y recibió un grado de magíster en Administración Pública de la Universidad de Alcalá. También cuenta con Estudios en Filosofía de la Universidad Nacional de Colombia.
Fue magistrada auxiliar de la Corte Constitucional de Colombia, Procuradora Delegada para Derechos Humanos y Asuntos Étnicos, consultora del Consejo Noruego para los Refugiados y consultora de ONU Mujeres. Fue asesora del Centro Nacional de Memoria Histórica, de varios organismos internacionales, así como profesora de la Universidad Nacional de Colombia, los Andes y el Externado de Colombia. En 2017 fue designada como la presidenta de la Jurisdicción Especial para la Paz, que es el componente de justicia del Sistema Integral de Verdad, Justicia, Reparación y No Repetición (SIVJRNR), de Colombia, creado en el Acuerdo Final para la Terminación del Conflicto y la Construcción de una Paz estable y duradera. 